# Литвин, Юрий Тимонович
Юрий Тимонович Литвин (26 ноября 1934, Ксаверовка — 5 сентября 1984, Чусовой) — украинский поэт, публицист и правозащитник, член Украинской Хельсинкской группы. Диссидент, пять раз представший перед советским судом, был осуждён в общей сложности на 41 год, из которых в местах лишения свободы провёл 22 года. Посмертно награждён орденом «За мужество» I степени.

## Биография

### Детство, юность и первый срок
Родился 26 ноября 1934 года в селе Ксаверовка Васильковского района Киевской области в семье сельских учителей. Мать Надежда Антоновна Парубченко (1914–1997) и отец Тимон Литвин преподавали в сельских школах в Ксаверовке, Кодаках, Марьяновке и Барахтах. У Юрия был брат-близнец, который умер в детстве. С 1937 года родители Юрия работали учителями в селе Высокое Брусиловского района Житомирской области. Незадолго до войны Тимон Литвин поступил на военную службу, и семья перебралась в Житомир. Отец Юрия воевал на фронте и был партизаном в отряде Сидора Ковпака, а 24 апреля 1944 года скончался от ран в госпитале. Мать с сыном вернулись в село Барахты недалеко от Ксаверовки. В 1946 году из-за тяжёлого материального положения мать отправила сына к его дяде Николаю на Кавказ. Там 12-летний ребёнок попал в автомобильную аварию, получив ожоги тела и лица и заработав едва заметное заикание, которое сильнее проявлялось, когда Юрий волновался. Вернувшись к матери в Барахты, Юрий окончил семилетнюю школу и поступил в горно-промышленную школу в городе Шахты Ростовской области, работал на Донбассе. Из-за болезни ног он не окончил образование и вернулся к матери в Барахты. С юношеских лет интересовался украинской литературой и национальной культурой. В юности был убеждённым комсомольцем, в 1949 году Юрия избрали секретарём школьной комсомольской организации. Секретарь Васильковского РК ЛКСМУ В. Дмитрук дал мальчику положительную характеристику, отметив, что тот «Систематически работает над повышением своего идейнополитического уровня. Морально устойчив, идеологически выдержан».
В 1953 году несколько молодых людей из села просили у председателя колхоза Николаенко разрешения на выезд. Председатель колхоза мог дать справку для выезда из села на работу в городе, однако в просьбе было отказано. Парни поймали и спрятали в лесу колхозного телёнка, Юрий убедил других парней идти к председателю и требовать разрешение на выезд. 24 июня 1953 Литвин вместе с несколькими односельчанами был арестован и 29 июля Васильковским районным судом осуждён на 12 лет лишения свободы по статье 4 Указа «Об уголовной ответственности за хищение государственного и общественного имущества». Отбывал заключение в Кунеевлаге на строительстве Куйбышевской гидроэлектростанции. Тем временем мать Юрия добивалась его освобождения. Знаменитый в Советском Союзе командир партизанского отряда Сидор Артемьевич Ковпак, в отряде которого воевал Тимон Литвин, будучи членом Президиума и заместителем председателя Верховного Совета Украинской ССР, помог в освобождении его сына и постановлением Президиума Верховного Совета УССР от 13 января 1955 года освободил Юрия Литвина 1 февраля.

### Новые аресты и уголовные дела
14 апреля 1955 в Ленинграде Юрий Литвин был вновь арестован по обвинению в создании в лагере в июле — августе 1954 года антисоветской националистической организации «Братство свободной Украины» (БВУ), ставившей целью «борьбу за отторжение Украины от СССР, борьбу с коммунистическими идеями, создание „самостоятельной Украины“». Следствие длилось 11 месяцев. По материалам дела, Литвин (под псевдонимом «Кремень») составил два воззвания к украинским узникам, в этих воззваниях содержались призывы вступать в националистическую организацию. Литвин разработал устав и составил текст клятвы, писал и распространял стихи. Он был признан фактическим руководителем БВУ, а с созданием штаба был избран заведующим политотдела БВУ. Фигурантами дела стали до 40 человек. Трём руководителям, в числе которых был Литвин, грозил срок до 25 лет лишения свободы, однако судом было учтено, что БВУ не проводило ничего кроме организационной работы и наказание было смягчено. 5–10 сентября 1955 года Литвин, как инициатор и один из лидеров организации, был осуждён Куйбышевским областным судом по 58-й статье УК РСФСР (по ст. 58–10, ч.2, и ст. 58–11) на 10 лет лагерей и 3 года поражения в правах. По этому делу было осуждено 16 украинцев-заключённых Кунеевлага.
Полгода Литвин содержался в лагере Медыни Калужской области, после был этапирован в Вихоревку (Озерлаг Иркутской области), отбывал наказание в мордовских лагерях для политзаключённых. В лагерях Литвин общался с другими заключёнными, среди которых были Михаил Сорока, Владимир Горбовой, Пётр Дужий, Даниил Шумук, Иосиф Слипый. По мнению Василия Овсиенко, эти десять лет в заключении стали для Литвина периодом гражданского созревания и «выравнивания» его национального сознания. Во время отбывания своего второго срока Литвин написал книгу стихов «Трагическая галерея», посвятил её Левко Лукьяненко.
Юрий Литвин вышел на свободу 14 июня 1965 года. Он отправился в Москву, где в посольстве Канады передал информацию о положении политзаключённых в советских лагерях. После Литвин вернулся в село Барахты к матери. Вскоре он женился на Вере Мельниченко, а 19 июня 1968 года в семье родился сын Ростислав, однако семейная жизнь не сложилась и Юрий поселился отдельно от Веры и сына. В то время Литвин работал в Василькове на заводе холодильников, где был избран в руководство профсоюза. По свидетельству Овсиенко, из-за позиции Литвина в профсоюзе, он подвергался угрозам нового уголовного срока и был вынужден покинуть Украину, уехав в Красноярск.
Вернулся на Украину в 1974 году. 14 ноября 1974 года в городе Ровно Литвин был арестован КГБ. Он обвинялся в том, что в своих литературных произведениях клеветал на советское государство, порочил его внутреннюю и внешнюю политику, советский рабочий класс, особенно интернациональную политику КПСС в связи с событиями в Чехословакии 1968 года. На суде Юрий Литвин своей вины не признал и отказался давать показания. 13 марта 1975 года Киевский областной суд под председательством А. Ф. Ткачевой приговорил Литвина к 3 годам лагерей строгого режима по статье 187-1 УК УССР (аналог статьи 190-1 УК РСФСР) «Распространение заведомо ложных измышлений, порочащих советский государственный и общественный строй». Заключение отбывал в колонии № 25 в селе Верхний Чов, Коми АССР). В лагере заболел язвой желудка и перитонитом, перенёс сложную операцию, болел тромбофлебитом. Матери Литвина было разрешено находиться рядом с сыном в течение нескольких дней в больнице. Впечатления от перенесённой болезни и операции легли в основу «Баллады о смерти».

### Правозащитная деятельность и обвинения в антисоветской агитации
Борьба за гражданские права и свободы в СССР — проявление объективных противоречий между обществом и государством. Эта борьба определяет меру роста общественного сознания, наибольшая зрелость которого конкретизируется в формах правозащитной деятельности — наиболее гуманных прогрессивных формах борьбы человечества за мир, демократию и свободу.
14 ноября 1977 года Литвин был освобождён и снова вернулся в Барахты, где прожил полтора года под административным надзором. Работал надомником для Васильковской фабрики и не имел права покидать село, а также должен был находиться дома с 9 вечера до 7 утра. Годом ранее на Украине была создана общественная Украинская Хельсинкская группа, ставившая своей целью следить за соблюдением прав человека в СССР, подписавшем Хельсинкские соглашения. Уже в 1977 году начались аресты участников УХГ по статье «антисоветская агитация и пропаганда», сроки от 7 до 10 лет получили основатели группы Николай Руденко, Алексей Тихий, Левко Лукьяненко, Мирослав Маринович и Николай Матусевич. В этом же году к Литвину в Барахты приехала Оксана Яковлевна Мешко, предложившая Литвину вступить в УХГ.
В украинском оппозиционном движении Литвин представлял анархо-синдикалистское течение. Главным своим достижением в публицистике он считал труд «Советское государство и советский рабочий класс (глазами рабочего-диссидента)» (1978), в котором раскритиковал классовый характер советского государства и КПСС. Среди прочего, он отмечал, что СССР является не социалистическим рабочим государством, а государственным капитализмом с тоталитарным обрамлением, и выступал за союз профсоюзных, правозащитных и национальных движений в борьбе за демократические преобразования мирными средствами в странах восточного блока.
В апреле 1979 года Литвин завершил статью «Правозащитное движение на Украине. Его принципы и перспективы», в которой выработал политическую программу украинского правозащитного движения. По мнению его соратника Василия Овсиенко, эта статья — «блестящий образец украинской общественной мысли». По его мнению, именно за этот очерк Литвин позже получил 10 лет особого (камерного) режима, 5 лет ссылки и был признан особо опасным рецидивистом. Эту статью среди прочих работ писателя также высоко оценил Пётр Григоренко. В течение полутора лет под административным надзором Литвин перенёс ещё две операции: на желудке и на варикозных венах.
19 июня 1979 года Литвин был задержан нарядом милиции. По словам Литвина, его отправили в вытрезвитель, требовали раздеться для обыска, привязывали к нарам и избивали. 6 августа с санкции прокурора Васильковского района Литвин был арестован, его обвиняли в насильственном сопротивлении пятерым сотрудникам милиции при задержании в июне. Дело рассматривалось Васильковским городским народным судом. 17 декабря 1979 года был осуждён на 3 года лишения свободы лагерей строгого режима по части 2 статьи 188-1 УК УССР («Сопротивление работнику милиции»). В последнем слове Литвин сказал: «Вы хотите уничтожить Литвина, но это вам не удастся. Убить во мне человека, убить во мне веру в любовь, в прекрасное, правду и свободу — вам не удастся, господа прокуроры, Литвин вас не боится, господа начальники. Не боится, хотя знает, чего вы стоите, хорошо знает ваше истинное естество, знает, что такое советская действительность и советская власть, что такое ее карательные органы». В последнем слове Литвин обвинял своего адвоката Виктора Медведчука в пассивности, обусловленной указаниями сверху. Осуждённый записал своё последнее слово и передал текст на свободу из лагеря в городе Буча Киевской области. Василий Стус и Оксана Мешко передали запись за границу, где она была опубликована в сборнике «Украинская Хельсинкская Группа 1978–1982. Документы и материалы». Спустя год Медведчук выступал адвокатом по делу диссидента Василия Стуса, осуждённого на 10 лет принудительных работ и 5 лет ссылки. После этих громких дел в украинских диссидентских кругах у Медведчука сложилась репутация агента КГБ.
Литвин отбывал наказание в городе Белая Церковь, в посёлке Буча в Киевской области (ЮА-45/85), в июле — сентябре 1980 года отбывал наказание в Херсоне (17/90). В 1981 году в лагере ему были предъявлены обвинения по статье 62 часть 2 УК УССР (аналог статьи 70 части 2 УК РСФСР). 24 июня 1982 года, за полтора месяца до истечения срока, Киевский областной суд признал Литвина особо опасным рецидивистом и приговорил Литвина к 10 годам колонии особого режима и 5 годам ссылки. Литвину, в частности, инкриминировали написания ряда статей, а также «возведение клеветы на органы советской власти в устной форме». К делу также были приобщены написанные ранее работы «Борцам за свободу и независимость Чехословакии», «Слово о грешниках, которые каются», «Некролог», «Обращение к Дж. Картеру», «Советское государство и советский рабочий класс» и другие публицистические произведения.

### Последние годы жизни и смерть в заключении

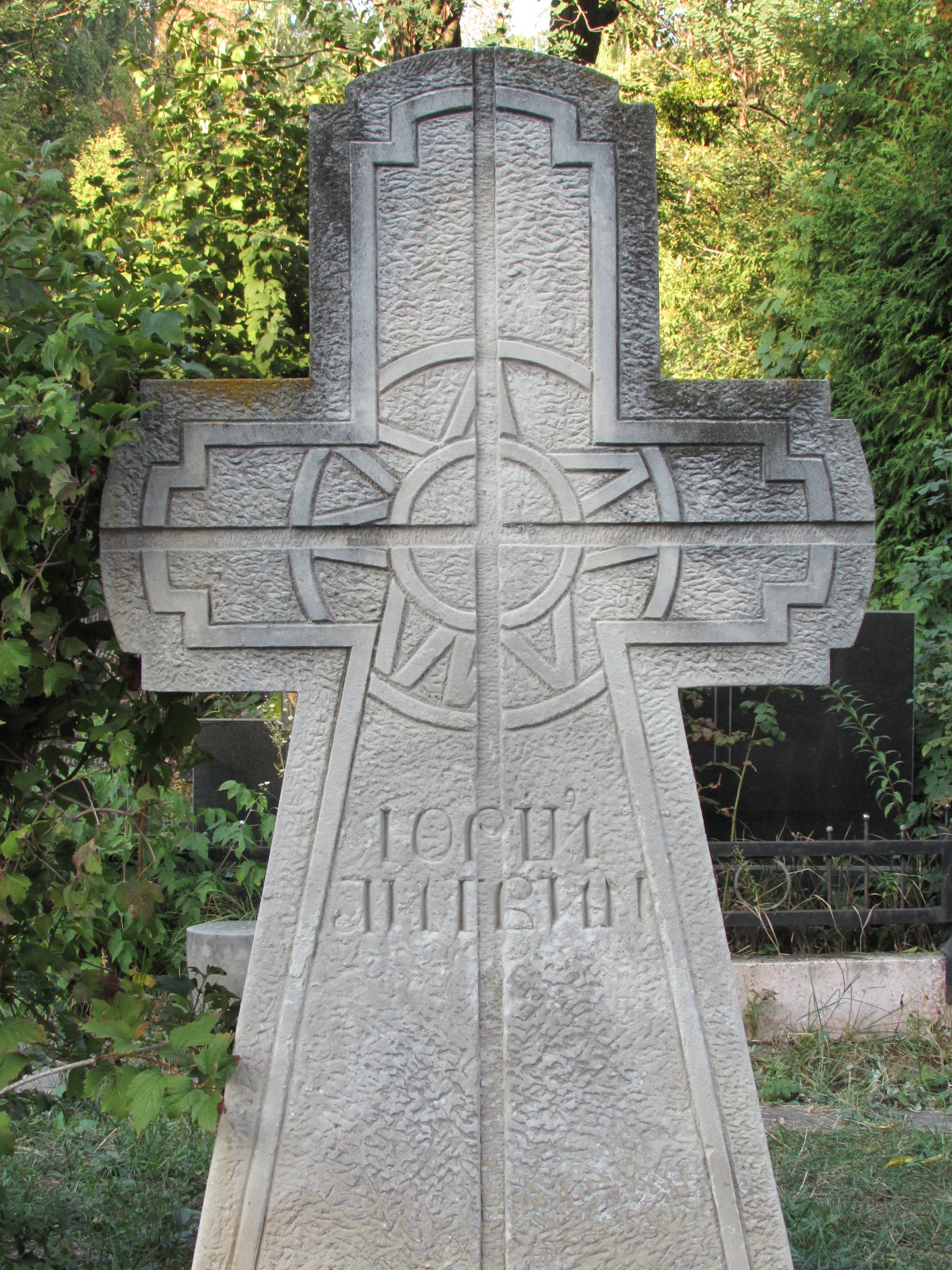
Могила Юрия Литвина

В мае 1983 года больной язвой желудка Литвин был этапирован в исправительно-трудовую колонию «Пермь-36» (учреждение ВС-389/36) в селе Кучино Чусовского района Пермской области. Летом 1983 года Литвин сидел в одной камере с Алексеем Мурженко. На просьбу Литвина перевести его в другую камеру по причине несовместимости характеров администрация отвечала отказом, поэтому Литвин начал голодовки.
Последние месяцы жизни Литвин сильно страдал от болей. Тяжело переживал из-за смерти бывшей жены Веры Мельниченко, Алексея Тихого и Бориса Антоненко-Давидовича. Стечение тяжёлых обстоятельств привели к тяжелому душевному и физическому состоянию. В свои последние дни Литвин не мог передвигаться и почти ничего не видел, был освобождён от работы. 23 августа 1984 года Литвин обнаружен в камере с разрезанным животом. 5 сентября он умер в больнице в городе Чусовой Пермской области, был похоронен на лагерном кладбище 7 сентября.
В ноябре 1989 года останки Юрия Литвина, Василия Стуса и Алексея Тихого перевезены в Киев и с почестями перезахоронены на Байковом кладбище (участок № 33).

## Литературная деятельность
Юрий Литвин с детства писал стихи на русском, украинском языках. По словам Василия Овсиенко, писать Литвинову легче было на русском языке. Поэт признавался, что писать стихи на украинском у него получается хуже:
Да пишу и на украинском, только хуже получается. Потому что я боюсь украинского языка. Кажется, не чувствую его во всей глубине
По свидетельству Овсиенко, Литвин размышлял над судьбой Гоголя, который не мог отречься от украинства. Овсиенко утверждает, что смятение Гоголя было чужим для Литвина, потому что «не каждый так чётко осознавал себя украинцем, как он».
Во время второго заключения к 1965 году Литвиным была завершена книга стихов, в которой он рассказывал о судьбе своего поколения и жертвах террора. Рукописи были изъяты при обысках, однако поэт восстанавливал их по памяти. Он хотел опубликовать этот сборник на украинском языке и обращался к Николаю Лукашу за переводом, но по каким-то причинам этот перевод так и не был окончен. Книга «Трагическая галерея» была посвящена известному украинскому диссиденту Левко Лукьяненко.
Во время отбывания наказания в Буче под Киевом Литвин закончил начатое в Барахтах эссе «Якщо немає Бога — все дозволено», своим названием отсылающее к крылатому выражению, приписываемому Ф. М. Достоевскому. Это открытое письмо диссидент адресовал генеральному секретарю ЦК КПСС Л. И. Брежневу, в своём тексте Литвин проводит воображаемую экскурсию для Брежнева по лагерям, этапам и карцерам, призванным исправлять заключённых, но на самом деле калечащих их жизни. В своём послании Литвин рассказывает генсеку о насилии и тотальной коррупции.
Идите! Не задерживайтесь. Здесь этого не любят. А вот, милости прошу, и «боксик»! Почему нет окна? Не положено. Негде сесть? У меня тоже нет места. Придётся постоять. Не надейтесь, здесь молодёжь не уступает места старшим. Если устали ноги, можете присесть на корточки. Не хватает воздуха? Нечем дышать? Да, вентиляция здесь отсутствует, а курят, как вы видите, безумно. В конце концов, я тоже хочу выкурить сигаретку, это успокаивает. Тем не менее, из уважения к вам я воздержусь. Чего хотят от Вас эти ребята? О да, им понравилась ваша шляпа, да и свитер привлёк их вниманиеЮ. Т. Литвин, «Якщо немає Бога – все дозволено»

## Память
Усилиями матери Юрия и при содействии Дрогобычского «Мемориала» в 1994 году в школе села Барахты была создана комната-музей Литвина. В честь Юрия Литвина названы улицы в Василькове, Тарасовке и Калуше. Указом Президента Украины № 937/2006 «О награждении государственными наградами Украины основателей и активистов украинской общественной Группы содействия выполнению Хельсинкских соглашений» от 8 ноября 2006 года Юрий Литвин был посмертно награждён орденом «За мужество» I степени.

## Комментарии
1. ↑  До 1974 года советские граждане из колхозов не имели паспортов и были лишены свободы передвижения, будучи привязанными к своему колхозу и месту жительства им не разрешалось переезжать.
2. ↑  В приговоре перечислены десятки произведений, среди которых «Трагическая галерея», «Вступление», «Два дебюта», «Петефи», «Мы и Вы», «Сен-Сказка», «Горпиха», «Монолог Стрільця», «Тези про державу», «Анархо-комуністичний маніфест», «Записки робітника» и другие.